# Вооружённые силы Бахрейна
Силы обороны Бахрейна (араб. قوة دفاع البحرين‎) — совокупность войск и сил Королевства Бахрейн предназначенная для защиты свободы, независимости и территориальной целостности государства. 
ВС Королевства Бахрейн состоят из органов управления, королевских сухопутных войск, морского флота, воздушных сил и других отдельных формирований. Силы обороны Бахрейна (СОБ) как островного государства, расположенного на 33 островах, были созданы в период правления Его величества шейха Иса бин Салмана Аль Калифы, в 1968 году. ВС Бахрейна в основном оснащаются за счёт поставок вооружения и военной техники из США, в рамках программы «Иностранные военные продажи», так как на территории королевства находятся их две крупнейшие операционные базы. Согласно данным СИПРИ, военные расходы, в 2008 году, на оборонный бюджет составили 220 000 000 динаров (552 000 000 североамериканских долларов), что составляет около 3,5 % ВВП государства.

## Состав вооружённых сил

### Органы управления
Органами высшего военного управления являются Король Бахрейна как Верховный главнокомандующий вооружёнными силами королевства, который осуществляет непосредственное руководство ими. Он возглавляет Высший совет обороны, руководящий разработкой военной политики и осуществлением программ военного строительства.